# Cinderella (phim 1950)
Cô bé Lọ Lem (tiếng Anh: Cinderella, tiếng Pháp: Cendrillon) là bộ phim hoạt hình thứ 12 của hãng Walt Disney Pictures. Được sản xuất năm 1950, Cô bé Lọ Lem được dựa trên phiên bản năm 1982 của truyện cổ tích cùng tên (1812) bởi Anh em nhà Grimm.
Cô bé Lọ Lem đánh dấu sự thành công rực rỡ của hãng Disney trong việc sản xuất phim hoạt hình. Bộ phim cũng giúp hãng Disney bước vào kỷ nguyên hoàng kim, với sự đa dạng hóa trong quá trình sản xuất, vốn có từ thập niên 1940. Ngoài ra bộ phim cũng được coi là một trong những biểu tượng của Walt Disney.

## Cốt truyện

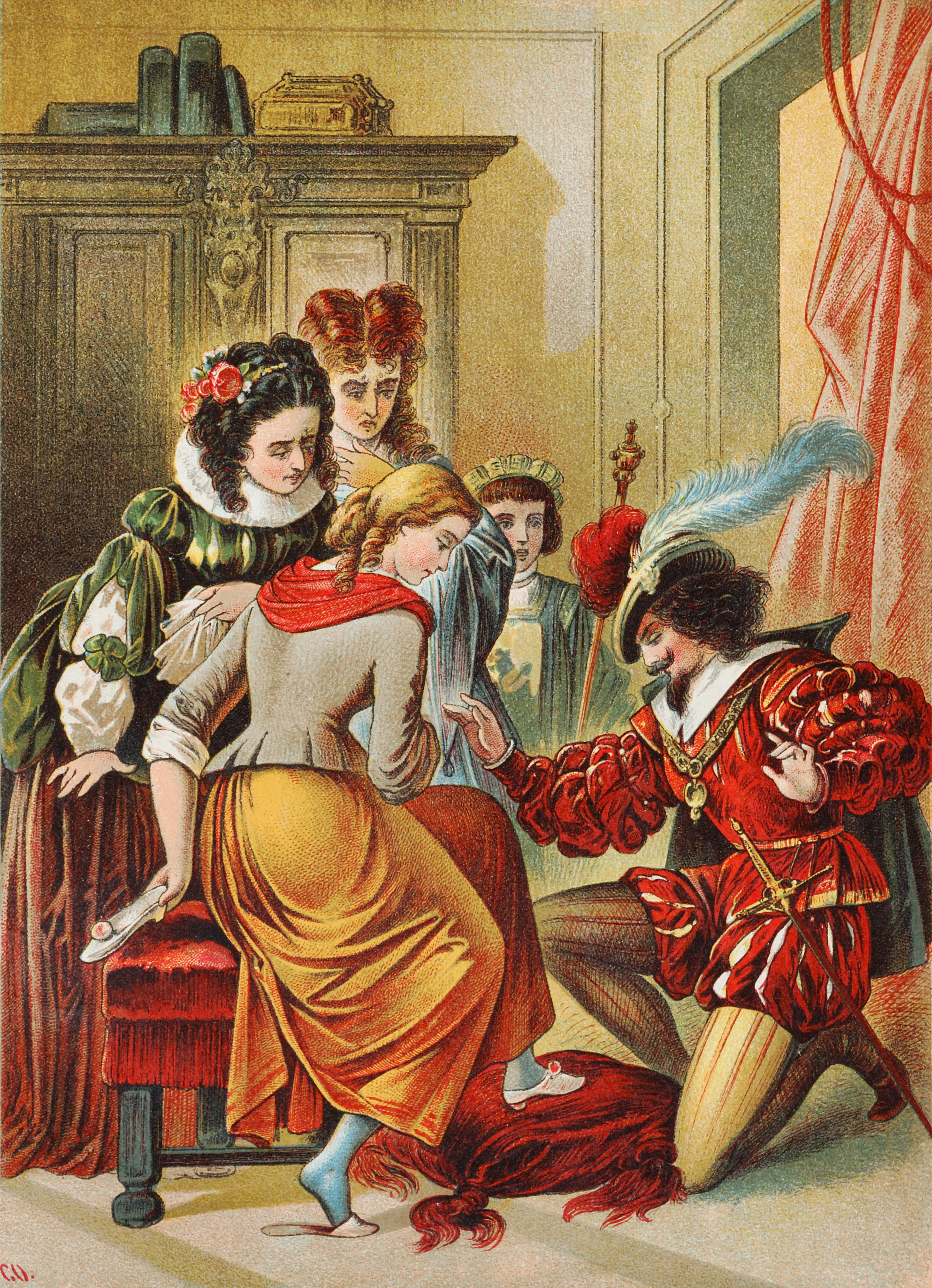
Tranh mô tả Lọ Lem ướm thử giày của Carl Offterdinger, khoảng cuối thế kỷ XIX.

Ngày xửa ngày xưa, có cô bé Cinderella sống hạnh phúc bên cha mẹ yêu quý. Nhưng đến một ngày kia mẹ mất, cha Cinderella tái giá với bà Tremaine, một người phụ nữ độc ác có hai đứa con gái đáng ghét tên là Drizella và Anastasia. Khi cha qua đời, bà mẹ kế coi Cinderella như kẻ tôi tớ trong nhà, hành hạ, mắng chửi và đối xử bất công với cô. Cho dù suốt ngày có làm lụng quần quật, Cinderella vẫn không sao làm vừa ý họ. Cho nên ở chung nhà mà nàng với mẹ con họ có cuộc sống khác nhau một trời một vực. Nàng chỉ được ăn uống đạm bạc, mặc váy áo cũ nát, giường ngủ là cái ổ rơm tồi tàn. Ngay cái tên Cinderella cũng cho thấy vẻ lam lũ đáng thương và số phận hẩm hiu tội nghiệp. Những lúc cô đơn và tủi thân nhất, nàng chẳng có ai để an ủi, trò chuyện ngoài những con vật bé nhỏ hiền lành. Nhưng dù kham khổ thiếu thốn, nàng lại được trời ban cho một sắc đẹp tự nhiên khác xa hai cô em đanh ác.
Cuộc sống cứ thế trôi qua cho đến một ngày kia, nhà vua quyết định đã đến lúc con trai ông phải tìm một người vợ để sinh cho ông những đứa cháu đáng yêu. Vì thế ông mở một buổi dạ hội và mời toàn thể các thiếu nữ chưa chồng tới dự để hoàng tử có thể chọn được cô gái ưng ý nhất. Cinderella nghe tin và hỏi mụ dì ghẻ. Mụ dì ghẻ ra điều kiện rằng cô phải làm xong mọi việc và có một bộ váy phù hợp để đi dự tiệc. Trong khi cô làm việc, chuột và chim đã bí mật sửa lại cho Cinderella chiếc váy cũ của mẹ cô. Những con vật lấy dây chuyền và mảnh vải mà hai cô chị vứt đi. Khi xe ngựa đã đến để đón mọi người đi đến bữa tiệc. Cinderella chạy xuống và khoe mọi người về chiếc váy đó. Mụ dì ghẻ bảo rằng nó thật là đẹp với thái độ khó chịu. Còn hai cô chị thì hét lên rằng: "đó là chiếc vòng cổ của con, đó là váy của con, con bé ăn cắp". Vừa nói vừa xé tan chiếc váy của Cinderella. Bà mẹ kế vừa cười vừa đóng cửa.
Cô rất buồn và khóc rồi mẹ đỡ đầu hiện lên. phù phép biến quả bí ngô thành cỗ xe, bốn con chuột thành bốn con bạch mã, con ngựa là người phu xe và con chó là người phục vụ. Cuối cùng, biến chiếc váy của Cinderella trở thành bộ váy lung linh và tuyệt đẹp, khiến cô trông ngọt ngào và xinh đẹp như một nàng công chúa.
Đêm hôm đó tại hoàng cung, khi mọi người còn đang say sưa ngây ngất trong vũ hội tưng bừng thì Cinderella bất ngờ xuất hiện. Vẻ đẹp ngây thơ, trong sáng và thánh thiện của cô khiến tất cả mọi người sững sờ ngạc nhiên. Chưa bao giờ họ trông thấy một nàng công chúa rạng rỡ và đáng yêu hơn thế! Ngay cả mẹ con bà dì ghẻ cũng không hề nhận ra nàng công chúa bí ẩn kia chính là Cinderella.
Hoàng tử đang ngán ngẩm bữa tiệc và đến tên hai cô chị. Hoàng tử nhìn thấy Cinderella và bị hút hồn ngay, hoàng tử chạy đến và khiêu vũ với cô trong những giai điệu tuyệt vời mà chẳng hề để tâm đến những ánh mắt đầy ngưỡng mộ của mọi người và đem lòng yêu Cinderella. Nhưng đến khi đồng hồ điểm 12 giờ, Cinderella mới nhớ ra lời dặn của bà tiên đỡ đầu và vội chạy đi, rơi lại chiếc giày thủy tinh. Nàng biến mất thật nhanh để lại cho đức vua, các quan cận thần, các công nương và nhất là chàng hoàng tử những thắc mắc rối bời không lời giải đáp. Nàng công chúa bí ẩn đó là ai, ở vương quốc nào, vì sao nàng đến đây, điều gì khiến nàng vội vã và hoảng hốt đến độ đánh rơi một chiếc giày mà không quay lại nhặt? Nàng xuất hiện và biến mất như một giấc mơ thật đẹp khiến mọi người bàng hoàng ngẩn ngơ.
Phép màu biến mất, Cinderella trở về với thân phận một cô bé nghèo khổ. Nhưng từ nay, "trái tim không ngủ yên" của nàng bắt đầu mơ tưởng đến bóng dáng chàng hoàng tử điển trai lịch lãm có trái tim nhân hậu và giọng nói ấm áp. Về phía hoàng tử, để tìm lại người con gái trong mơ, chàng muốn tất cả các cô gái trẻ được phép ướm thử giày, nếu vừa thì sẽ trở thành vợ chàng. Mặc dù bị dì ghẻ và hai em ngăn cản, làm vỡ chiêc giày mà Hoàng tử giữ, nhưng cuối cùng Cinderella xuất hiện với chiếc giày thủy tinh thứ hai. Câu chuyện kết thúc có hậu như bao cổ tích khác, hoàng tử và Cinderella cưới nhau, và họ sống hạnh phúc bên nhau mãi mãi.
Lưu ý: Theo lời bà tiên đỡ đầu thì sau 12h thì phép thuật sẽ hết hiệu nghiệm nhưng đôi giày thủy tinh vẫn còn.

## Chuyện hậu trường
Cinderella là bộ phim hoạt hình dài thứ 12 của Walt Disney Pictures với hình ảnh và âm nhạc ngọt ngào. Đây là lần đầu tiên hãng Walt Disney Music Company mới thành lập đăng ký bản quyền và phát hành chính thức các ca khúc sử dụng trong phim. Trước khi phần âm nhạc trong phim bắt đầu trở thành miếng mồi béo bở, các ca khúc thường không mấy giá trị đối với hãng làm phim, vì thế được bán lại cho các hãng kinh doanh âm nhạc khác.
Kể từ sau thành công vang dội của Bạch Tuyết và Bảy chú lùn tung ra năm 1937, Walt Disney chưa có tác phẩm nào thu hút sự chú ý của khán giả. Vì thế Cinderella được coi là một canh bạc lớn với hãng này. Với tổng chi phí khoảng 3 triệu USD, nội bộ Disney rỉ tai nhau nếu thất bại, hãng có thể phải đóng cửa. Thật tuyệt vời, bộ phim đã thành công rực rỡ. Lợi nhuận từ doanh thu bán vé, đĩa, nhạc.... và các ấn phẩm kèm theo bộ phim còn giúp Disney trang trải kinh phí sản xuất một loạt phim khác, rồi thành lập công ty phát hành riêng, lấn sân sang truyền hình và bắt đầu xây dựng công viên Disneyland nổi tiếng.
Thành công của Cinderella có được không chỉ vì hình ảnh đẹp mà còn nhờ phần lồng tiếng xuất sắc của các diễn viên, đặc biệt là Ilene Woods. Cô đã đánh bại 309 cô gái khác để giành được vai Lọ Lem sau khi hãng Walt Disney nhận được cuốn băng ghi giọng hát của cô. Tuy nhiên, thực ra không phải chính Ilene gửi đi cuốn băng đó. Cô chỉ thu vài bài hát trong phim để bạn bè nghe thử và họ đã gửi cho Walt Disney mà không nói cho cô biết. Mãi đến khi hãng này liên lạc với Ilene báo tin cô mới biết mình đã được chọn.
Cinderella chính thức được phát hành năm 1950. Sau thành công vang dội đó, bộ phim được phát hành lại vào những năm 1957, 1965, 1973, 1981 và 1987.

## Lồng tiếng
Ilene Woods - Cinderella
Eleanor Audley - Lady Tremaine
Luis Van Rooten - Grand Duke/King
Jimmy MacDonald - Jaq/Gus/Bruno
Marion Darlington - Bird whistles
Betty Lou Gerson - Narrator
William Phipps - Prince Charming
Lucille Bliss - Anastasia
Rhoda Williams - Drizella
Verna Felton - Fairy Godmother
Larry Grey - Footman
June Foray - Lucifer
Mike Douglas - Prince Charming (singing)

## Nhạc phim
Bài hát nổi bật nhất trong phim là "A Dream Is a Wish Your Heart Makes" và "Bibbidi-Bobbidi-Boo".
Ngoài ra còn có: 
- "Cinderella"
- "Oh, Sing Sweet Nightingale"
- "The Work Song"
- "So This Is Love"